# Baraga
Baraga è un villaggio degli Stati Uniti d'America, situato nello Stato del Michigan, nella contea di Baraga.